# Ambres (Narcea)
Ambres es una parroquia del concejo de Cangas del Narcea, en el Principado de Asturias (España). Alberga una población de 53 habitantes
(INE 2013)
en 13 viviendas
.
Ocupa una extensión de 10,93 km².
Está situada en la zona estedel concejo, a 26 km de la capital, Cangas del Narcea. Limita al norte con las parroquias de Santiago de Sierra y Mieldes;
al noreste, con la de Genestaza, en el concejo de Tineo;
al sureste, con la de Pigüeña, en el concejo de Somiedo;
y al sur y al oeste, con la de Tainás;
.

## Localidades
Según el nomenclátor de 2013 la parroquia está formada por las poblaciones de:
- Ambres (aldea): 16 habitantes.
- Las Cuadriellas de Ambres (oficialmente, en asturiano, Las Cuadriellas d'Ambres)[4] (aldea): deshabitado.
- Las Defradas de Ambres (Las Defrades) (lugar): 21 habitantes.
- Ridera (lugar): 16 habitantes.